# Siphonophora brevicornis
Siphonophora brevicornis är en mångfotingart som beskrevs av Pocock 1903. Siphonophora brevicornis ingår i släktet Siphonophora och familjen Siphonophoridae. Inga underarter finns listade i Catalogue of Life.